# Hydriomena impuncta
Hydriomena impuncta là một loài bướm đêm trong họ Geometridae.